# Eduard Ortgies (Botaniker)

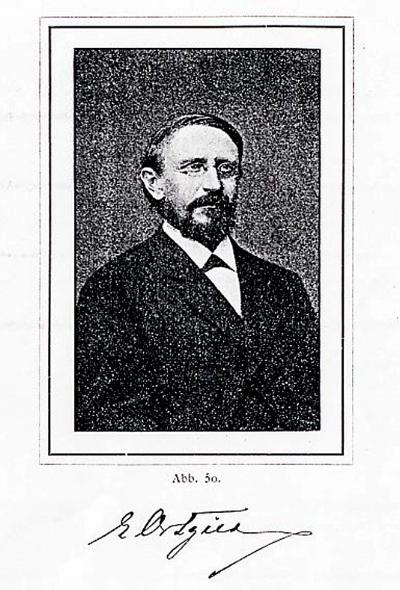
Eduard Ortgies

Karl Eduard Ortgies (* 19. Februar 1829 in Bremen; † 6. Dezember 1916 in Kilchberg ZH) war ein deutscher Botaniker.

## Leben und Wirken
Eduard Ortgies wurde am 19. Februar 1829 in Bremen geboren. Am 1. Mai 1844 trat er in Hamburg bei der Handelsgärtnerei H. Böckmann in die Lehre. Am Ende der dreijährigen Lehrzeit blieb er noch ein paar Monate und verließ Ende 1847 Hamburg. Am 1. März 1848 nahm er in London bei A. Henderson & Cie eine Gehilfenstelle an. Nach etwas mehr als einem Jahr im Mai 1849 wurde er vom Herzog von Devonshire in Chatsworth angestellt. Der Obergärtner Joseph Paxton vertraute Ortgies die Pflege der Victoria regia an. Die Herausforderung bestand darin, sie als erster in Europa zum Blühen zu bringen. Als das Ortgies gelungen war, berichteten viele Zeitungen darüber. Am 1. April wechselte Ortgies zur Handelsgärtnerei Van Houtte nach Gent, um dort für die Zucht und Blühte der Victoria regia zu sorgen. Van Houtte ließ ein Gewächshaus dafür bauen, das den Namen „Victoriahous“ trug. Noch während der Bauarbeiten begann er mit der Pflege, so dass er am 3. September eine Blüte vermelden konnte. Bei Van Houtte übernahm Ortgies am Frühjahr 1851 die englische und deutsche Korrespondenz und erhielt zusätzlich die Leitung über die Orchideen und Wasserpflanzen. Er unternahm Geschäftsreisen, auf denen er zahlreiche Kontakte knüpfte.
Im Sommer 1855 wurde Ortgies die Position eines Obergärtners am botanischen Garten in Zürich angeboten. Er nahm an und wurde Nachfolger von Eduard Regel, der als wissenschaftlicher Direktor an den kaiserlich-botanischen Garten in St. Petersburg ging. Um für den botanischen Garten eine Einnahmequelle zu generieren, trieb Ortgies fleißig Handel mit Samen und Pflanzen. Mit diesen Einnahmen konnte Ortgies Neu- und Umbauten von Gewächshäusern und weitere Projekte realisieren.
1855 beteiligte sich das eidgenössische Polytechnikum an den Kosten des botanischen Gartens und wurde so Miteigentümer. So erhielt das Polytechnikum eine botanische Sammlung und ein botanisches Institut. Der botanische Garten lieferte Unterrichtsmaterial für das Fach Forstbotanik.
Nach zwanzigjähriger Dienstzeit wurde er zum Inspektor gefördert. Durch seinen Austausch und Handel mit Kollegen im In- und Ausland konnte er die Sammlung seltener Pflanzen umfangreich vergrößern.
Für den Botaniker Benedict Roezl vermittelte er die Ankäufe von dessen Sammlungen. Dies war so erfolgreich, dass weitere Sammler um die Vermittlung bei Ortgies anfragten. Dazu gehörten die Sammler Gustav Wallis, Friedrich Carl Lehmann (1850–1903) in Kolumbien, Rudolf Richard Pfau (1856–1897) in Costa Rica und andere.
1894 feierte er sein 50-jähriges Jubiläum als Gärtner und beendete damit seine Arbeit im botanische Garten in Zürich.
Karl Eduard Ortgies war 1868 Zürcher Bürger geworden. Er war verheiratet mit Ester Louise Locher, deren Schwester Elisabeth mit Eduard Regel verheiratet war. Sie hatten fünf gemeinsame Kinder, vier Töchter, darunter die Landschaftsmalerin Vida Ortgies, und einen Sohn, den Landschafts- und Tiermaler Eduard Ortgies.
Hermann Christian Georg Ortgies (1819–1886) war ein Bruder. Er war Vorsteher der Bremer Taubstummenanstalt gewesen und hatte mit seinem Vater David Christian Ortgies (1786–1859) und anderen den Bremer Gartenbauverein 1840 gegründet.

## Ehrungen
Nach Ortgies benannt ist die Pflanzengattung Ortgiesia Regel aus der Familie der Bromeliengewächse (Bromeliaceae).